# Национальный технологический университет (Аргентина)

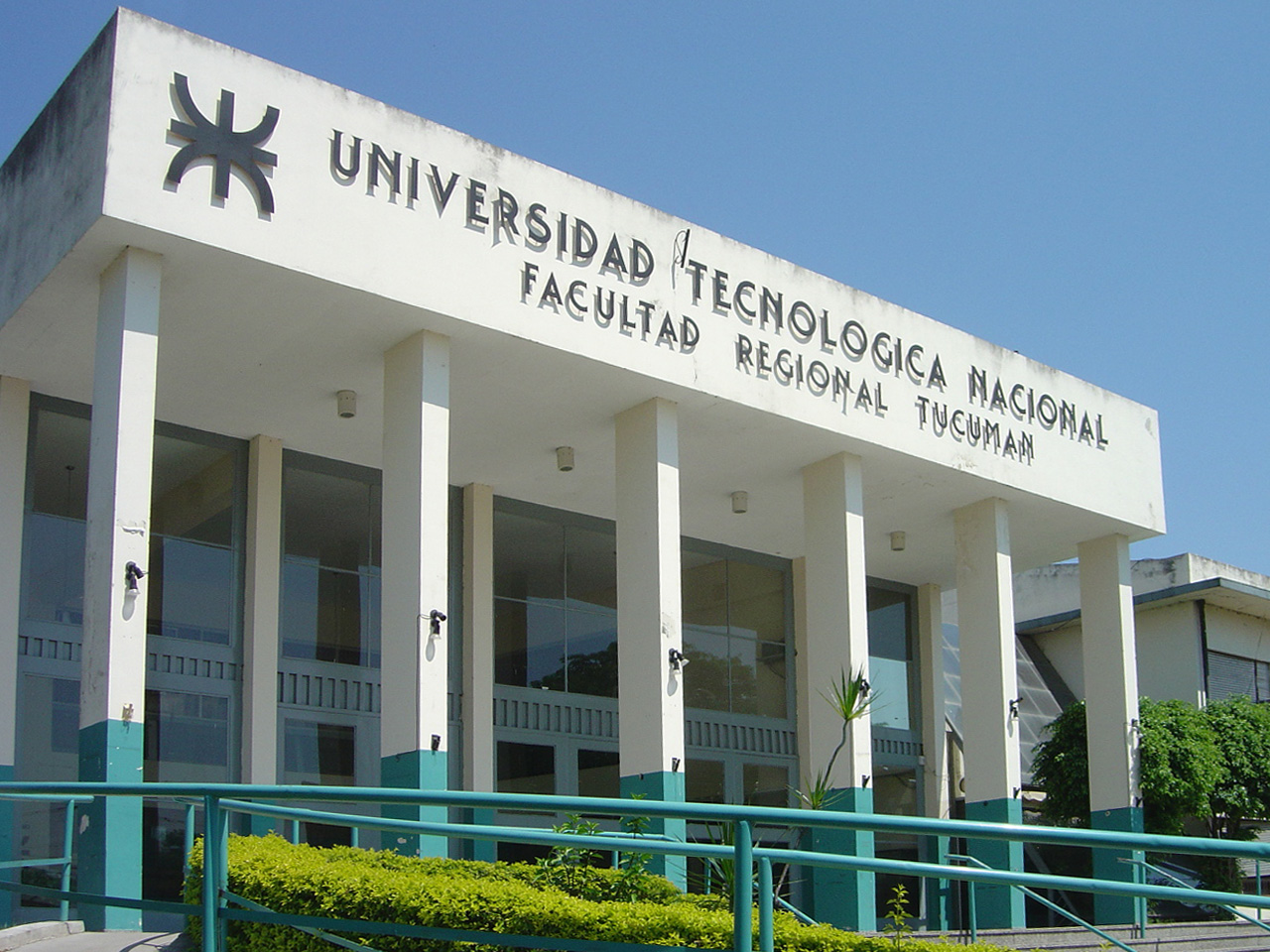
Отделение в Тукумане

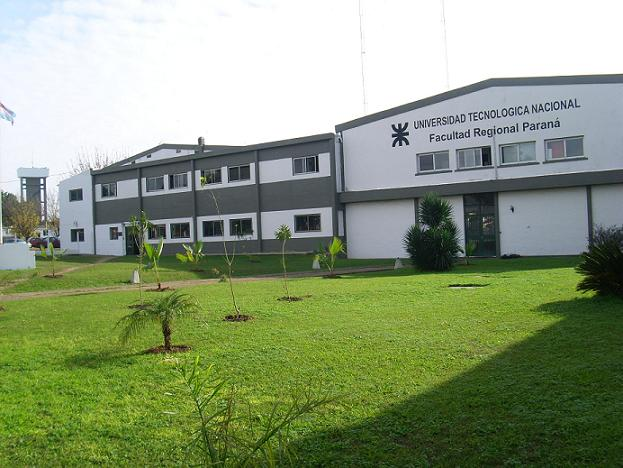
Отделение в Паране

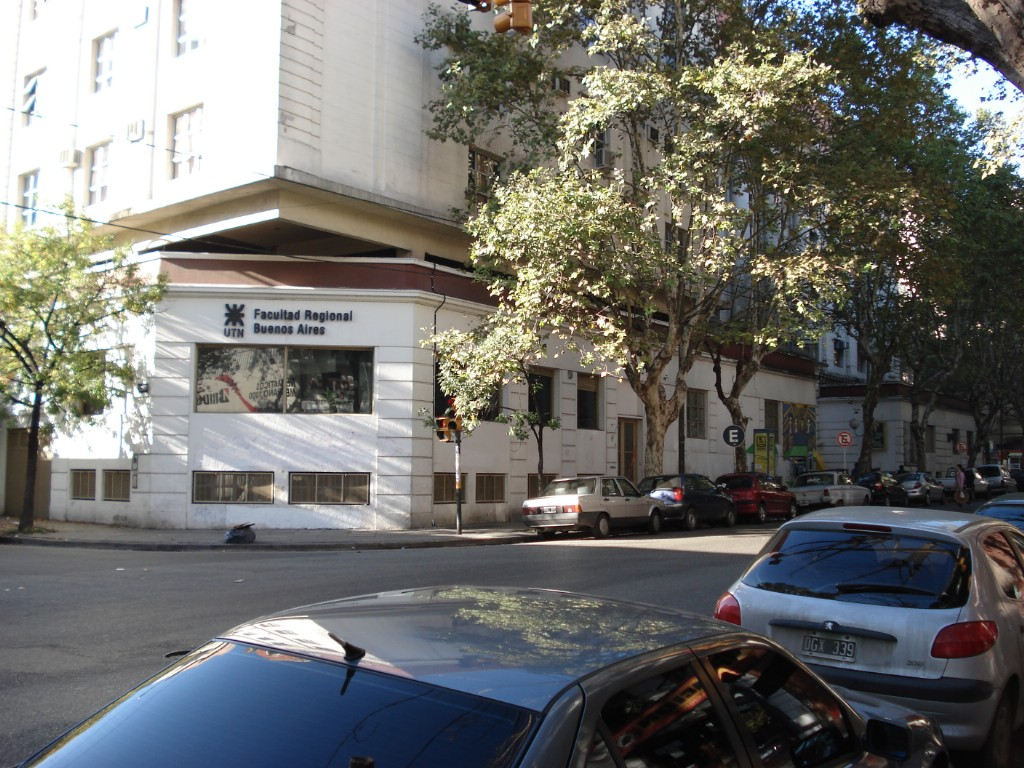
Отделение в Буэнос-Айресе

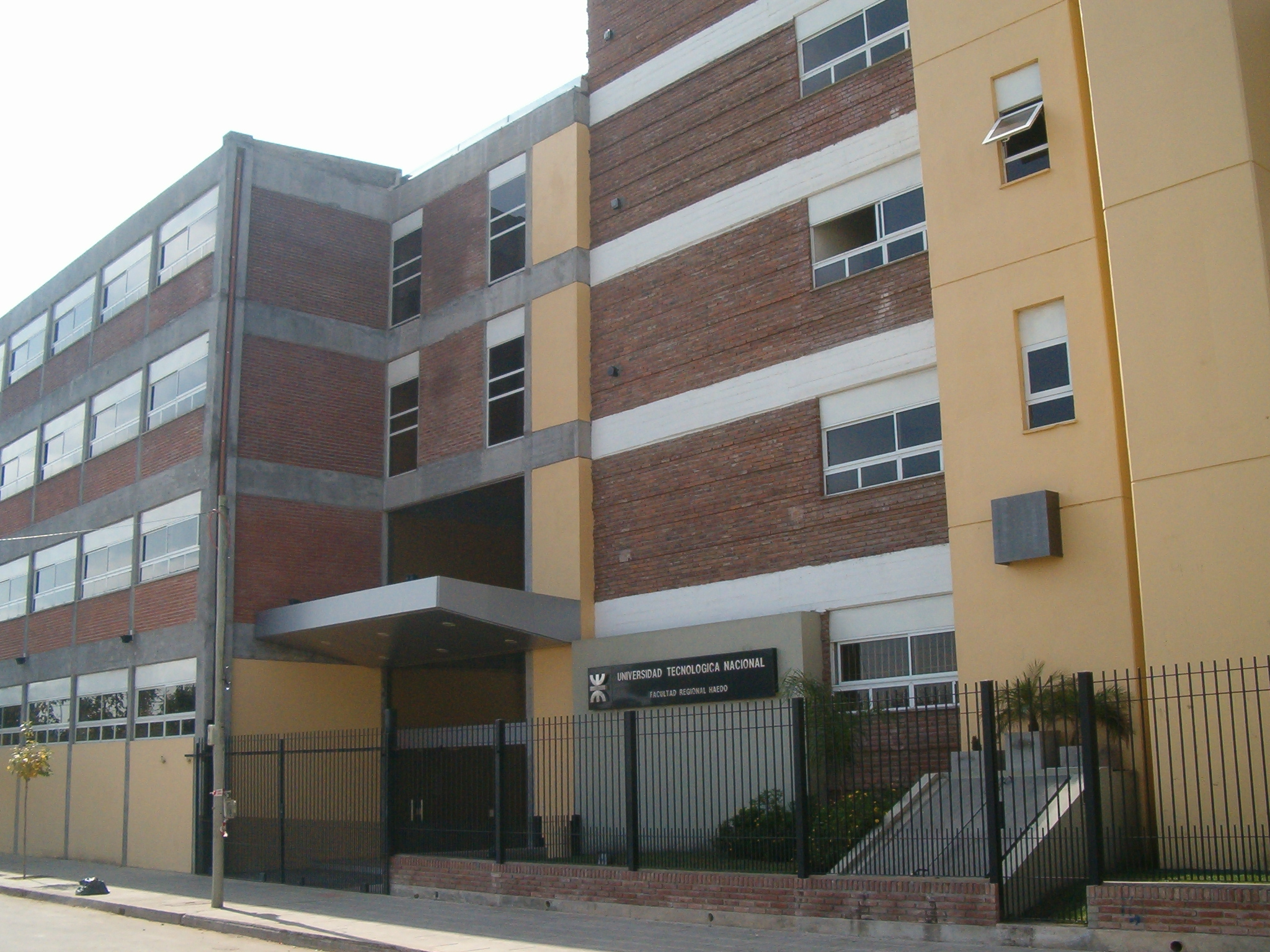
Отделение в Аэдо

Национальный технологический университет (исп. Universidad Tecnológica Nacional (UTN)) — крупнейшее высшее учебное заведение технического профиля в Аргентине. Имеет разветвленную систему региональных отделений по всей стране. Является государственным и публичным, обучение бесплатное. В университете обучаются более 85 000 студентов, что составляет около половины всех студентов инженерных специальностей в Аргентине. Является третьим по величине университетом Аргентины после Университета Буэнос-Айреса (UBA) и Национального университета Ла-Платы.
Университет предоставляет широкий спектр степеней на уровне высшего образования и последипломного образования, в том числе степени специалиста, магистра и доктора технических наук.

## История
Был создан в 1948 году в Буэнос-Айресе, как Национальный рабочий университет, который должен был выпускать специалистов для аргентинской индустрии. 17 марта 1953 года Хуан Перон официально открыл вуз.
В 1954 году были созданы региональные отделения в Баия-Бланке, Ла-Плате и Авельянеде, а в июле 1955 года — в Тукумане.
14 октября 1959 года был реорганизован в Национальный технологический университет.

## Структура

### Специальности
В Национальном технологическом университете готовят специалистов следующим специальностям:
- Аэронавтика
- Гражданское строительство
- Электротехника
- Электроника
- Электромеханика
- Промышленная инженерия
- Машиностроение
- Металлургия
- Судостроение
- Рыболовный промысел
- Химическая технология
- Информационные системы
- Текстильная промышленность

### Региональные отделения
Национальный технологический университет имеет 29 региональных отделений в следующих городах:
- Авельянеда
- Баия-Бланка
- Буэнос-Айрес
- Чубут
- Консепсьон-дель-Уругвай
- Конкордия
- Кордова
- Отделение Дельта в Кампани
- Хенераль-Пачеко
- Аэдо
- Ла-Плата
- Ла-Риоха
- Мендоса
- Неукен
- Парана
- Рафаэла
- Реконкиста
- Ресистенсия
- Рио-Гранде
- Росарио
- Сан-Франсиско
- Сан-Николас-де-лос-Арройос
- Сан-Рафаэль
- Отделение Санта-Крус в Рио-Гальегос
- Санта-Фе
- Тренке-Лаукен
- Сан-Мигель-де-Тукуман
- Венадо-Туэрто
- Вилья-Мария

Также в состав университета входят:
- Национальный Исполнительный совет транспорта
- Национальный институт преподавателей технического профиля
- Образовательный центр в Мар-дель-Плата